# Jens Lyberth
Jens Henry Lyberth (* 30. Dezember 1952 in Sisimiut) ist ein grönländischer Politiker (Siumut), Gewerkschafter und Rundfunkintendant.

## Leben
Der Sohn von Amalie Lyberth wurde zum Büroangestellten in der Gemeinde Upernavik und der Gemeinde Qaqortoq ausgebildet. 1974 wurde er Übereinkommenskonsulent bei Grønlands Arbejder Sammenslutning, 1978 ebendort Sekretariatsleiter und von 1980 bis 1987 Vorsitzender der grönländischen Gewerkschaft. Zeitgleich mit seinem Posten als Gewerkschaftsvorsitzenden war er auch Verwaltungsvorsitzender der Sulisartut Højskoliat in Qaqortoq. Weiterhin war er von 1980 bis 1984 Erwerbsausbildungsvorsitzender und eine Zeit lang Aufsichtsratsvorsitzender von Godthåb Fiskeindustri und Mitglied des Rates für mineralische Rohstoffe in Grönland.
Für die Arbeiterpartei Sulisartut Partiiat kandidierte Jens Lyberth erstmals mit 26 Jahren bei der Parlamentswahl 1979, allerdings konnte die Partei keinen Parlamentssitz erreichen. Im selben Jahr kandidierte er auch erfolglos bei der Folketingswahl 1979. Anschließend wurde die Sulisartut Partiiat aufgelöst. Für die Inuit Ataqatigiit kandidierte Jens Lyberth als Erster Stellvertreter für Aqqaluk Lynge bei der Folketingswahl 1981. Anschließend wechselte zur Siumut. Für diese kandidierte er als Erster Stellvertreter von Lars-Emil Johansen bei der Wahl 1983. Bei der Wahl 1984 kandidierte er wieder selbst und wurde erstmals ins Inatsisartut gewählt. Im selben Jahr kandidierte er erfolglos bei der Folketingswahl 1984. 1987 wurde er wiedergewählt und zum Minister für Kultur, Bildung und Arbeitsmarkt im Kabinett Motzfeldt IV ernannt und blieb das auch im 1988 neugebildeten Kabinett Motzfeldt V.
Wenige Wochen vor der Wahl trat er am 1. Februar 1991 zurück, um Direktor von Kalaallit Nunaata Radioa zu werden. Nach einem schlechten wirtschaftlichen Ergebnis 1996 in Verbindung mit starken Lohnerhöhungen für die zwei Direktoren wurden beide 1997 gemeinsam mit dem Aufsichtsrat entlassen.
Bei der Folketingswahl 2001 ließ er sich noch einmal für die Siumut aufstellen, wurde aber nicht gewählt. Im Dezember 2002 wurde er von Hans Enoksen zum Regierungsdirektor ernannt, was als Nepotismus gewertet wurde. Anschließend beauftragte Jens Lyberth die Schamanin Maannguaq Berthelsen damit, das Parlamentsgebäude von bösen Geistern zu befreien. Die Aktion führte national und international zu Aufsehen und resultierte im Zusammenbruch der Koalition bereits einen Monat später, nachdem Jens Lyberth bereits entlassen worden war.
2004 gründete er das Beratungsunternehmen Qajaasat, das 2007 konkurs ging. Anschließend gründete er ein weiteres Beratungsunternehmen Center for Industriel Udvikling, das seit 2013 nicht mehr aktiv ist.